# Saint-Aubin-en-Bray
Saint-Aubin-en-Bray ist eine französische Gemeinde mit 1193 Einwohnern (Stand 1. Januar 2022) im Département Oise in der Region Hauts-de-France. Die Gemeinde liegt im Arrondissement Beauvais und ist Teil der Communauté de communes du Pays de Bray und des Beauvais-2.

## Geographie
Die Gemeinde mit dem Weiler Les Clérets erstreckt sich vom Avelon im Norden über die Route nationale 31 (Europastraße 46) mit dem Weiler Les Fontainettes bis zu der Höhenstufe, auf der die Nachbargemeinden Le Coudray-Saint-Germer und Lalandelle liegen.

## Geschichte
Der französische König Karl VI. trat 1380 die Ländereien der Gemeinde an den Kanonikus von Beauvais Arnaud Corbie ab. In der Folge gehörten sie dem Haus Flavacourt. Die Kirche wurde im 19. Jahrhundert neu errichtet.

## Einwohner

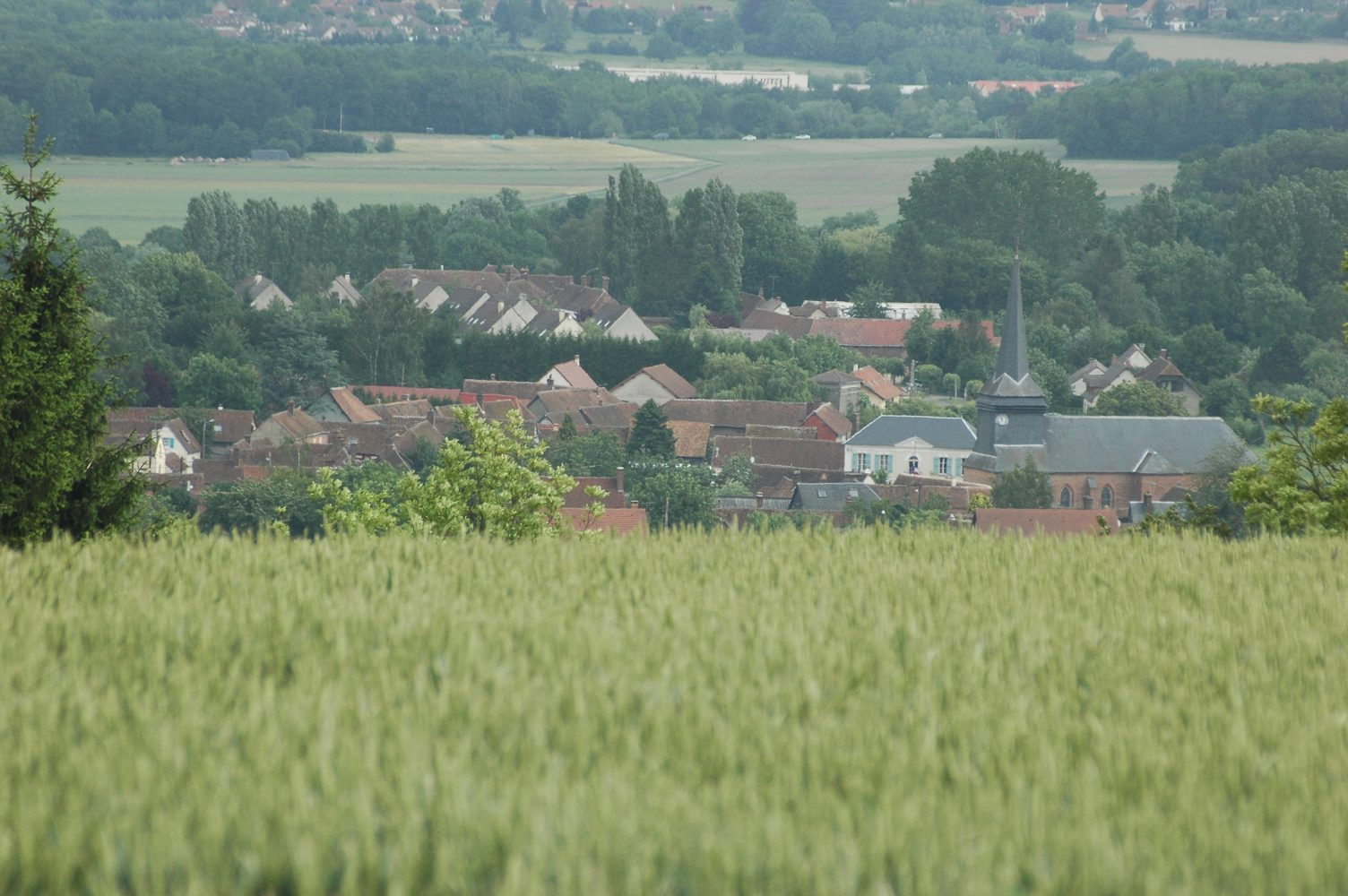
Blick auf die Gemeinde

| 1962 | 1968 | 1975 | 1982 | 1990 | 1999 | 2006 | 2011 |
| ---- | ---- | ---- | ---- | ---- | ---- | ---- | ---- |
| 690  | 744  | 825  | 835  | 855  | 904  | 1142 | 1002 |

## Sehenswürdigkeiten
- Kirche Saint-Aubin[1]